# إرمينيو سبالا
إرمينيو سبالا (بالإيطالية: Erminio Spalla) مواليد 07 يوليو 1897 في بورغو سان مارتينو، إيطاليا - الوفاة 14 أغسطس 1971 في روما، كان ملاكم محترف إيطالي صنّف ضمن فئة الوزن الثقيل.

## إحصائيات
خاض خلال مسيرته 56 نزالا، فاز في 42 وتعادل في 3 وخسر في 10. فاز بالضربة القاضية في 31 نزالا.

## روابط خارجية
- إرمينيو سبالا على موقع IMDb (الإنجليزية)
- إرمينيو سبالا على موقع قاعدة بيانات الفيلم (الإنجليزية)